# Koalicja SLD-PSL-UP

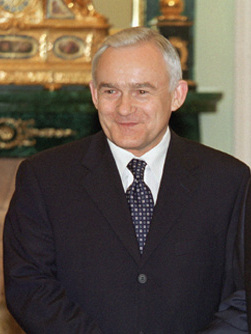
Leszek Miller – premier z ramienia SLD w latach 2001–2004

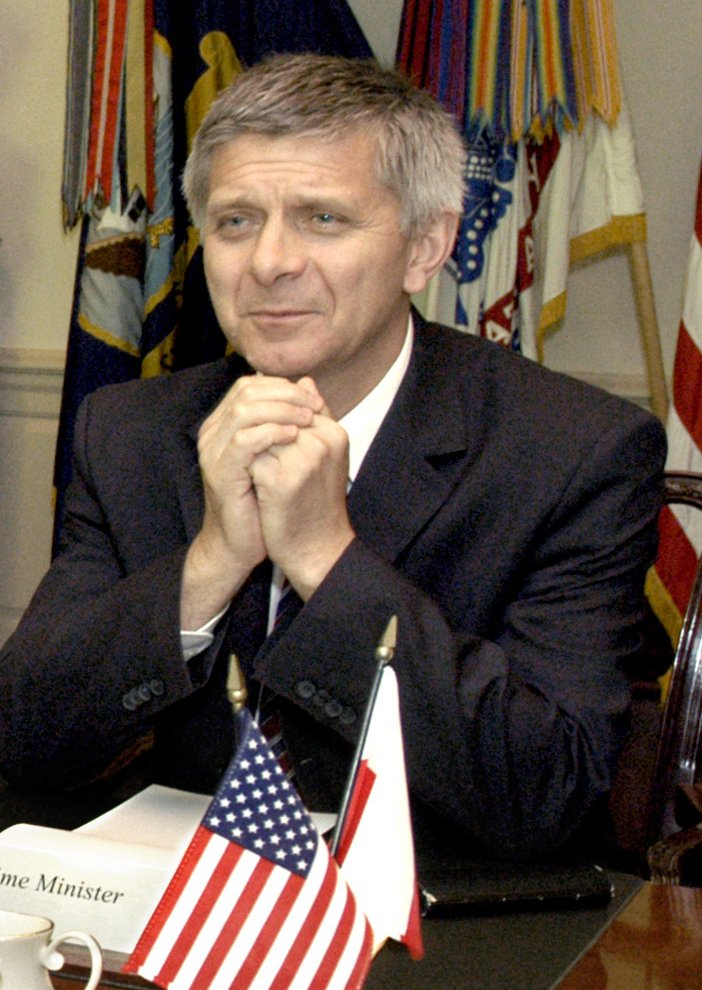
Marek Belka – premier z ramienia SLD w latach 2004–2005

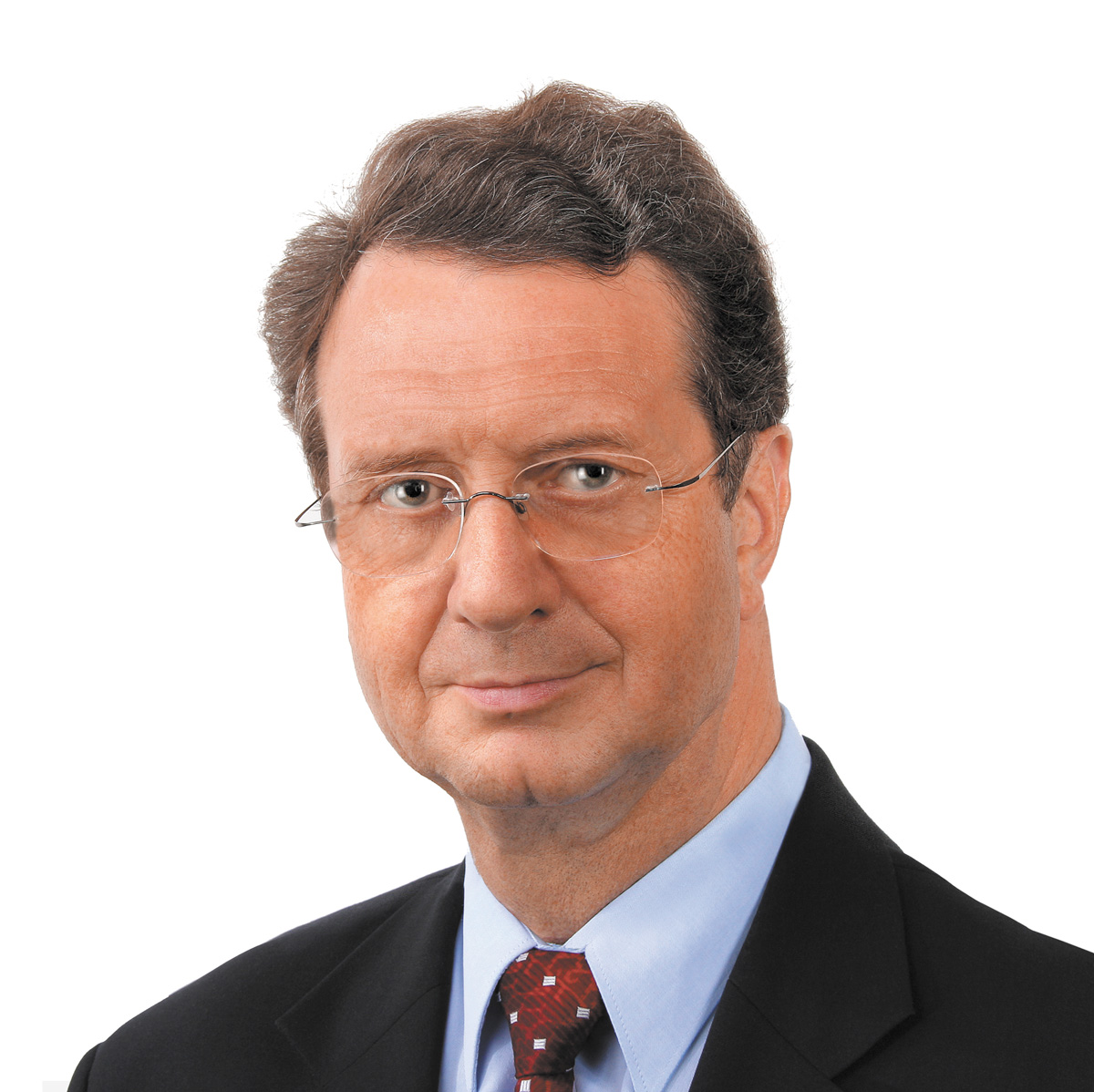
Marek Pol wicepremier i minister infrastruktury z ramienia Unii Pracy w latach 2001–2004

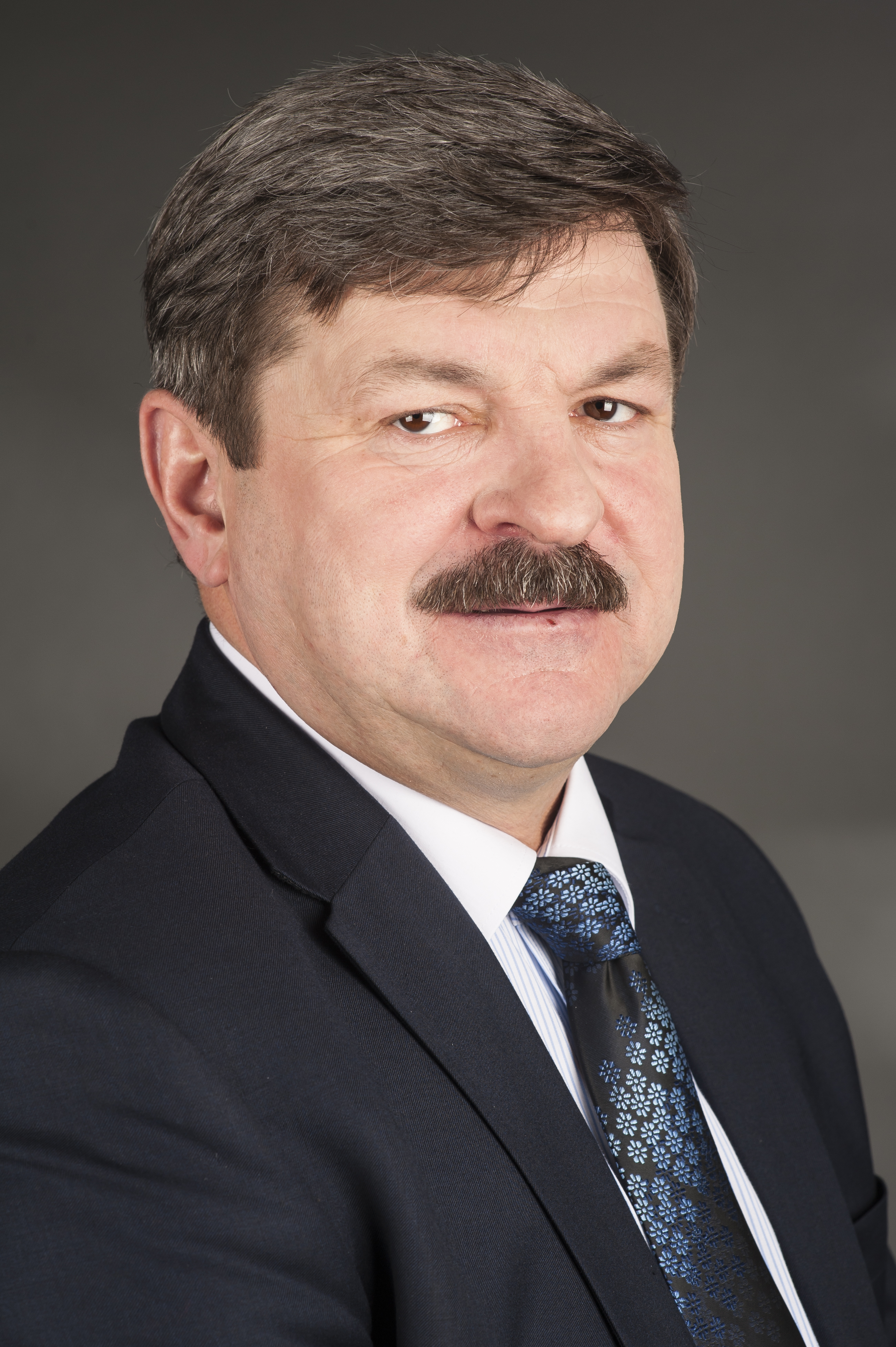
Jarosław Kalinowski wicepremier i minister rolnictwa w latach 2001–2003

Koalicja SLD-PSL-UP – centrolewicowa koalicja rządowa powstała po zwycięskich dla koalicji wyborczej Sojusz Lewicy Demokratycznej – Unia Pracy wyborach parlamentarnych z dnia 19 października 2001, zawiązana przez SLD, PSL i UP. Koalicja rozpadła się 3 marca 2003, a rząd mniejszościowy SLD i niewielkich partii lewicowych zakończył działalność po przegranych wyborach parlamentarnych w 2005.

## Rząd Leszka Millera (2001-2004)
Utworzenie rządu centrolewicowego wydawało się naturalne już bezpośrednio po wyborach, zważywszy na to, że w latach 1993–1997 u władzy była już koalicja SLD-PSL. Po rokowaniach koalicyjnych na premiera wysunięto kandydaturę Leszka Millera.
Uchwałą Sejmu z 26 października 2001 Rada Ministrów pod przewodnictwem Leszka Millera otrzymała wotum zaufania. Za jego udzieleniem głosowało 306 posłów, przeciw opowiedziało się 140, tylko 1 poseł wstrzymał się od głosu. Większość bezwzględna konieczna do uzyskania wotum zaufania wynosiła 231 głosów.
19 października 2001 marszałkiem Sejmu został Marek Borowski. Tego samego dnia został zaprzysiężony rząd Leszka Millera. 20 października na stanowisko marszałka Senatu powołano Longina Pastusiaka. Koalicja rozpadła się 3 marca 2003, w wyniku sporów między koalicjantami. 
W lutym 2004 premier Leszek Miller zrezygnował z funkcji przewodniczącego SLD i ogłosił, że 2 maja tego samego roku przestanie być premierem. 26 marca 2004 m.in. w wyniku konfliktów w ramach SLD i nieprzyjęcia uchwały Dość złudzeń, mającej na celu uporządkowanie sytuacji w tej partii powstała Socjaldemokracja Polska, na czele której stanął dotychczasowy marszałek Sejmu Marek Borowski. Marszałkiem Sejmu Marek Borowski przestał być 20 kwietnia 2004, a jego następcą został Józef Oleksy. 

## Rządy Marka Belki (2004-2005)
2 maja 2004 premierem został Marek Belka. Premier wygłosił exposé programowe 14 maja 2004 po czym nie uzyskał w Sejmie wotum zaufania. Za głosowało 188 posłów m.in. z klubu parlamentarnego SLD, przeciw m.in. PO, PiS, SDPL, LPR i PSL. Prezydent Aleksander Kwaśniewski przyjął dymisję Rady Ministrów i powierzył jej sprawowanie obowiązków do czasu powołania nowego gabinetu. Drugi rząd Marka Belki został powołany przez prezydenta RP 11 czerwca 2004 po pierwszej nieudanej próbie stworzenia przez niego rządu 2 maja 2004. Sejm udzielił wotum zaufania rządowi po wygłoszeniu exposé przez premiera 24 czerwca 2004. 5 stycznia 2005 Józef Oleksy zrezygnował z funkcji marszałka Sejmu, został odwołany z tej funkcji stosunkiem głosów 379 do 17 przy 48 wstrzymujących się. Po przyjęciu przez Sejm rezygnacji Józefa Oleksego z funkcji marszałka Sejmu, Włodzimierz Cimoszewicz został wybrany na trzeciego z kolei marszałka Sejmu IV kadencji. Jego kontrkandydatem był Józef Zych z PSL, którego pokonał stosunkiem głosów 223:219. Rząd Marka Belki (składający się pod koniec urzędowania w największej mierze z osób bezpartyjnych, a ponadto kilku członków SLD, wicepremier z Unii Lewicy – wcześniej z UP – oraz ministra z SDPL) zakończył urzędowanie 31 października 2005.